# District de Kazuno
Le district de Kazuno (鹿角郡, Kazuno-gun) est un district de la préfecture d'Akita au Japon.
Lors du recensement de 2000, sa population était de 7 171 habitants pour une superficie de 178 km2.

## Commune du district
- Kosaka